# 1878-as miskolci árvíz

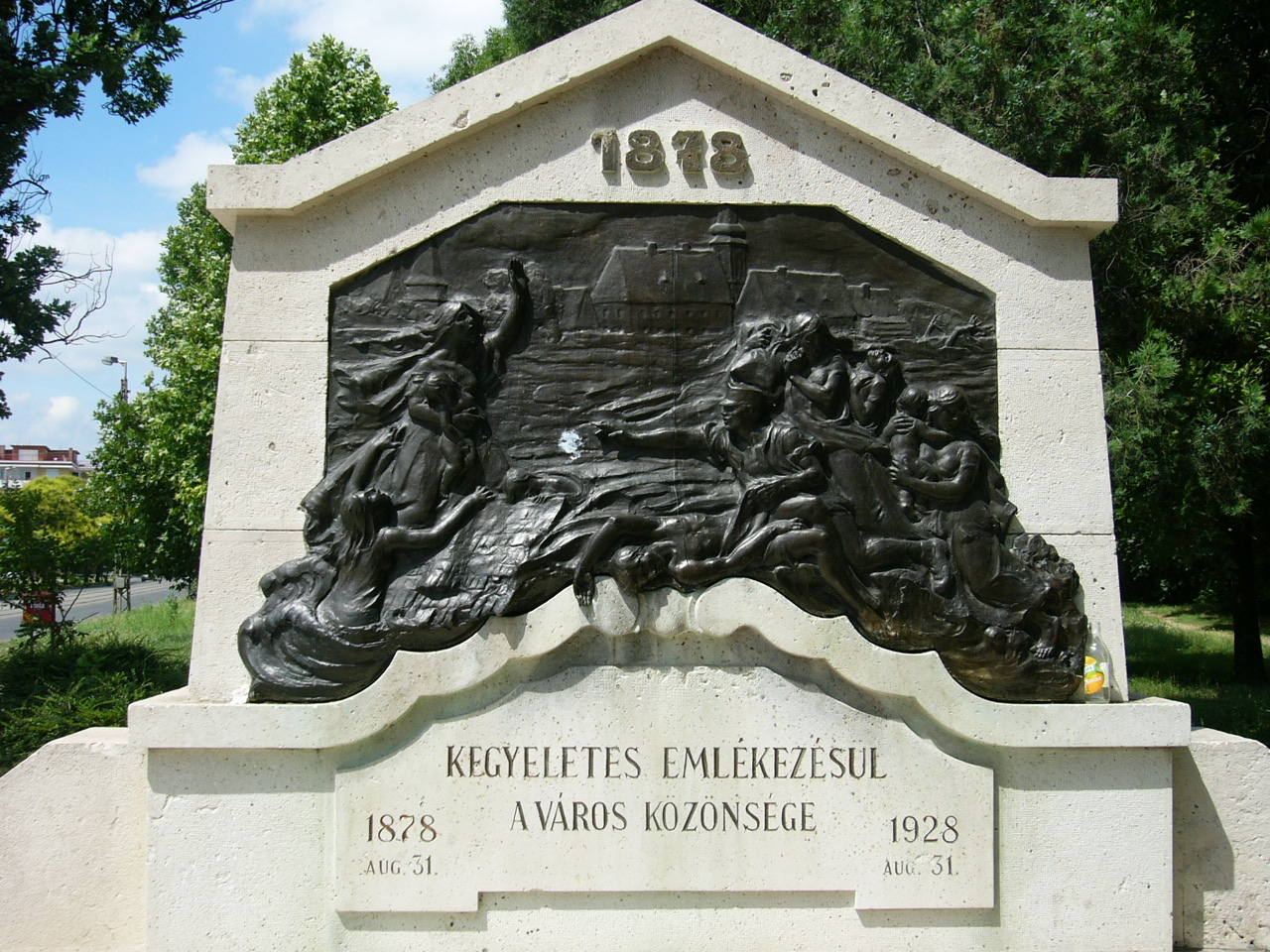
Az árvíz emlékműve a miskolci Szent Anna téren (Gárdos Aladár alkotása)

Miskolc a Szinva patak és a Sajó folyó vízgyűjtő területére épült. A vízbőség fontos szerepet játszott a város fejlődésében, de nagy esőzések alkalmával mindig veszélyessé vált a víz közelsége. Komoly, pusztító árvizekről az 1691-es, 1788-as, 1813-as, 1845-ös, és 1853-as évekből is maradtak fenn jegyzőkönyvek, feljegyzések, újságcikkek, a város életében legnagyobb és legtöbb emberáldozattal járó áradás azonban az 1878-as volt, amely mai napig mint a „nagy árvíz” maradt meg az emberek emlékezetében. Ez egyben a 19. századi Magyarország legtöbb halottat követelő árvize is volt.

## Az árvíz részletei
1878. augusztus 30-án a Dunántúl felől nagy esők, zivatarok érték el Észak-Magyarországot. Először Eger, Óhuta, majd Diósgyőr és Miskolc következett, ahonnan Tállya, Golop és Mád felé vonult a vihar. Mivel a felhőszakadás egyszerre nagy területet érintett, a Bükk-hegységből lezúduló víz úgy felduzzasztotta a Szinva és a Pece-patakot, hogy azok másnap, augusztus 31-én hajnalban medrükből kilépve álmukból riasztották a polgárokat és elpusztították Miskolc belvárosának nagy részét. A víztömeg meg-megakadt az útjába kerülő hidakban, malomgátakban, házakban és magával sodorta őket, nagy mennyiségű hordalékot felhalmozva a hidak környékén és a zsilipeknél. A belvárosban percenként fél métert emelkedett az áradás, így a menekülés szinte lehetetlen volt. A város egyes részein 4–6 méter magasan állt a víz.
Csak Miskolcon 2182 ház dőlt össze, a város épületeinek a fele károsodott és 277 ember halt meg, de a környékbeli településekkel együtt számítva az áldozatok száma elérte a 400 főt. Óhután például, ahol majdnem ugyanakkor állt el az eső, mint Miskolcon, 73 ház pusztult el. A miskolci kár 1 739 771 forintra rúgott.
Az árvíz kialakulásában döntő szerepe volt annak, hogy a városon keresztülfolyó patakok fölött malomgátak, ólak, istállók, szemétdombok íveltek át, ami beszűkítette a víz mozgásterét és lelassította a megemelkedett ár mozgását, lehetőséget adva nagyobb víztömeg felduzzadására.
Az áradás utóéletének sajnálatos adata, hogy Miskolcnak gyakorlatilag egyedül, saját erőből kellett újjáépítenie belvárosát. A pontosan 40 évvel azelőtti, 1838-as pesti, majd az egy évre rá, az 1879-es szegedi árvizek is óriásiak voltak, a dél-alföldi város lényegében megsemmisült, de az okozott károkat országos összefogással, több jótékony akcióval gyűjtött pénzből viszonylag gyorsan sikerült helyrehozni és kialakítani az új városképet. Ez Miskolcnak nem adatott meg. Bár az itteni áldozatok száma meghaladta a szegedi és pesti áldozatok együttes számát is, a városvezetés nem tudta elérni, hogy ahhoz hasonló segítséget kapjon. A gyorsan jött és gyorsan elvonult árvíz emlékét elnyomta a Miskolcnál akkor sokkal jelentősebb városokat hosszan fenyegető árvízveszély híre, így a károk helyreállítása nem vált országos érdekké.
Az árvízről Soltész Nagy Kálmán polgármester számolt be nyomtatásban is megjelent kiadványban (Miskolcz gyásza, 1878. augusztus 31.), amelyhez Szinay István tíz fotója adta az illusztrációt. Az árvíz nyomán készült a Miskolcról ismert első olajfestmény, Telepi Györgynek a Herman Ottó Múzeum képtárában őrzött táblaképe (). Az ár városbeli magasságát több száz szintjelző örökítette meg, ebből mára csak néhány maradt meg (például a Megyeháza vagy a Miskolci Nemzeti Színház falán).
A nagy árvíz napjára emlékezve 1925-ben emlékművet állítottak a Szent Anna-templom mellett, Gárdos Aladár szobrászművész alkotását. Az „Emberért és Miskolcért” alapítvány minden évben megemlékezést tart az emlékműnél.

## Képek

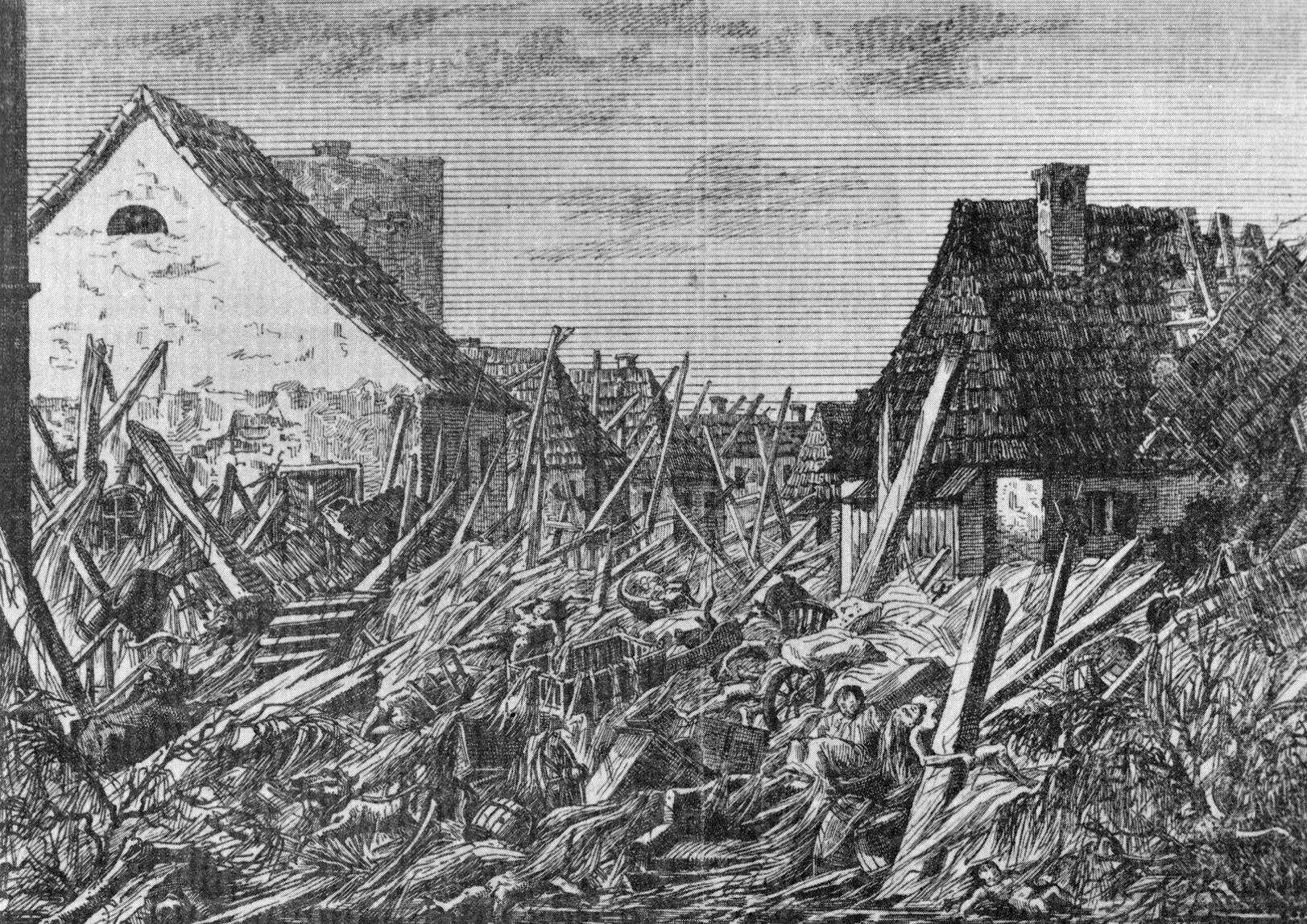
Herman Ottó rajza az árvíz következményeiről
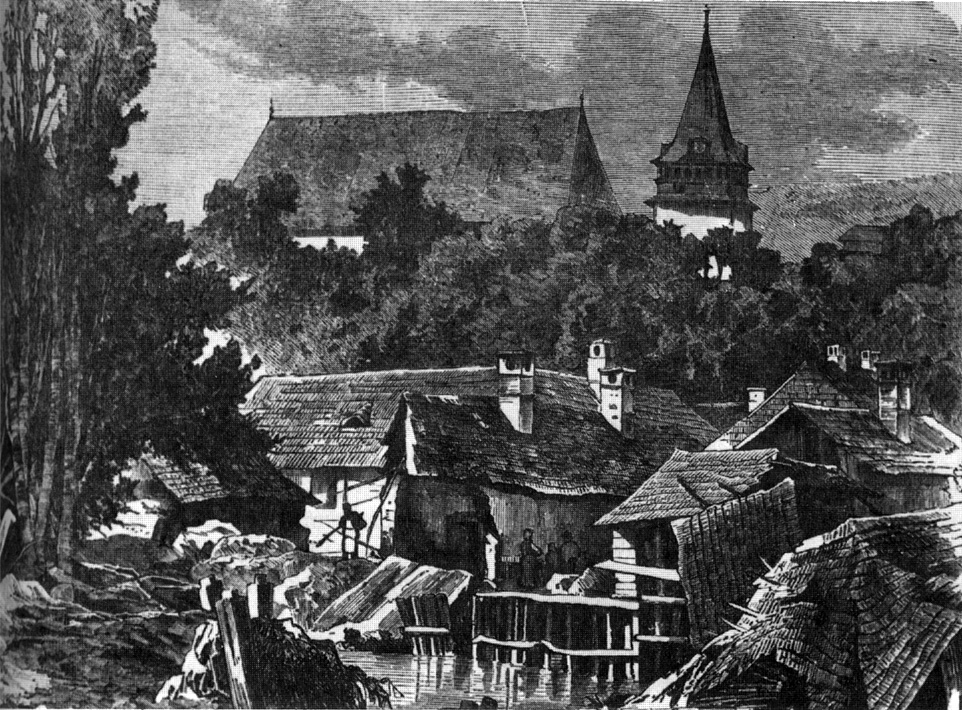
Az Avas alja az árvíz után
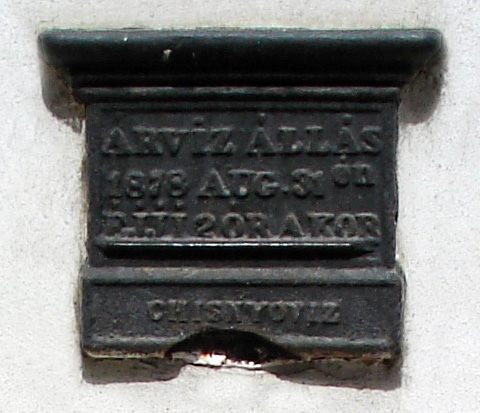
Árvízi szintjelző a Miskolci Nemzeti Színház falán

## További elemi katasztrófák Miskolcon a 19. században
A nagy árvíz előtt, 1823 februárjában a Szinva áradt ki, az utcákon folyó víz a házakba is behatolt. 1825 nyarának mindhárom hónapjában kiöntött a Pece, és jelentős károkat okozott a városban. 1833. július 20-án szintén a Pece áradása okozott károkat, több hidat is elsodort. 1837-ben a Szinva öntött ki. 1843. július 19-én nem a víz, hanem a tűz pusztított. Az Alsó-papszeren kezdődött tűzvész előbb a környező épületekre, majd a színház épületére is átterjedt. A száraz hőségben a tűz gyorsan terjedt, és lángba borult az egész város. 815 ház, 772 kamra és ól, 291 szín és 69 pince semmisült meg. 1845-ben ismét árvíz következett: a Szinva és a Pece is kiöntött, és az ár óriási pusztítást végzett a városban. Minden Szinva-híd leomlott, számos ház összedőlt. 1846 augusztusában a Pece, 1853-ban Szinva pusztított. Kevésbé ismert, de korábban több földrengés is sújtotta a várost (1834. október 15., 1868. június 21., 1883. március 29., 1925. január 31.).